# Maple Valley
Maple Valley é uma cidade localizada no estado norte-americano de Washington, no Condado de King.

## Demografia
Segundo o censo norte-americano de 2000, a sua população era de 14.209 habitantes.
Em 2006, foi estimada uma população de 16.440, um aumento de 2231 (15.7%).

## Geografia
De acordo com o United States Census Bureau tem uma área de 14,5 km², dos quais 14,1 km² cobertos por terra e 0,4 km² cobertos por água. Maple Valley localiza-se a aproximadamente 169 m acima do nível do mar.

## Localidades na vizinhança
O diagrama seguinte representa as localidades num raio de 8 km ao redor de Maple Valley.